# Tanjung Rapuan
Tanjung Rapuan is een bestuurslaag in het regentschap Simalungun van de provincie Noord-Sumatra, Indonesië. Tanjung Rapuan telt 2175 inwoners (volkstelling 2010).